# Чайна Дрегон
«Чайна Дрегон» — китайський професійний хокейний клуб, домашні ігри проводила у містах Харбін, Ціцікар та Шанхай. Команда виступала в Азійській хокейній лізі з 2007 по 2017 роки. Завжди (за винятком сезону 2008/2009) посідала останнє місце в регулярній першості ліги.

## Історія
У 2008-2009 році замість двох китайських клубів у АХЛ з Харбіну і Ціцікару з'явився один — «Чайна Шаркс». Свою назву він отримав після того, як китайці уклали партнерську угоду з клубом з НХЛ «Сан Хосе Шаркс».
У 2009-2010 роках команда змінила назву на «Чайна Дрегон».

## Історія назв
- 2004-2006 — «Ціцікар»
- 2006-2007 — «Чанчунь Фуао»
- 2004-2006 — «Харбін»
- 2006-2007 — «Госа»
- 2007-2009 — «Чайна Шаркс»
- 2009-2017 — «Чайна Дрегон»